# John Benjamin Murphy
Pour les articles homonymes, voir John Murphy.
Compléments
Influences de Christian Fenger, Theodor Billroth
John Benjamin Murphy, né John Murphy le 21 décembre 1857 à Appleton (Wisconsin) et mort le 11 août 1916 à Mackinac Island, est un médecin et chirurgien abdominal américain, connu pour être l'un des premiers à préconiser l'appendicectomie par chirurgie dans les cas d'appendicites, et pour plusieurs éponymies : Le bouton de Murphy, le goutte-à-goutte de Murphy,, le signe de Murphy, le test de Murphy, et la rape à os de Murphy.
On se souvient de lui pour les signes cliniques, signes de Murphy, utilisés dans l'évaluation des patients atteints de cholécystite aigüe. Sa carrière s'étend sur la chirurgie générale, l'orthopédie, la neurochirurgie et la chirurgie cardiothoracique, qui lui a permis d'acquérir une notoriété internationale dans la profession. Le cofondateur de la Mayo Clinic, William James Mayo, dit de lui qu'il est « le génie de notre génération en chirurgie »
Au cours de sa carrière, il a été reconnu comme un chirurgien, un médecin, un enseignant, un innovateur et un auteur. En plus de ses opérations chirurgicales générales, comme l'appendicectomie, la cholécystostomie, la résection intestinale contre l'occlusion intestinale et la mastectomie, il a aussi travaillé et inventé de nouvelles techniques en neurochirurgie, orthopédie, gynécologie, urologie, chirurgie plastique, chirurgie thoracique et chirurgie vasculaire. Il s'est aussi aventuré dans quelques autres disciplines : en neurorrhaphie, arthroplastie, prostatectomie, néphrectomie, hystérectomie, greffe osseuse, et thoracoplastie,.

## Vie et mort
Murphy est né dans une cabane à Appleton. Ses parents, Michael Murphy et Ann Grimes Murphy, étaient des immigrés Irlandais fuyant la grande famine d'Irlande, ils ont élevé leur fils seuls, en exploitant leur ferme.
Murphy meurt d'un arrêt cardiaque à Mackinac Island (Michigan) après six mois de maladie. Il restait au Grand Hôtel, soigné par sa femme et par les docteurs L. L. MacArthur et James Keefe. Il souffrait d'angine de poitrine depuis de nombreuses années, et sa mort est attribuée à une inflammation de l'aorte. Deux jours avant sa mort, il avait prédit le résultat de sa propre autopsie : « Je pense que l'autopsie va montrer des plaques d'athérome dans mon aorte ».

## Formation initiale
Murphy entre à l'école publique d'Appleton et obtient le diplôme de l'école d'Appleton en 1876. Il obtient son doctorat du Rush Medical College en 1879 et entre en internat de 18 mois au Cook County Hospital. Il y travaille brièvement ensuite,. De 1882 à 1884, il part en Autriche-Hongrie et Allemagne et réalise des travaux pratiques à Vienne, Munich, Berlin et Heidelberg. Au cours de cette période il est principalement basé à Vienne et travaille avec Theodor Billroth, qui le forme à certaines techniques de gastrectomie toujours en usage aujourd'hui.

## Carrière académique
Après son séjour en Europe, il rentre à Chicago pour commencer une carrière généraliste. Rapidement, il se forge une renommée en chirurgie abdominale, et est nommé maître de conférence en chirurgie à Rush Medical College à la fin de l'année 1884. En 1890, il est élu professeur de chirurgie. En 1892, il est muté à l'université des médecins et chirurgiens (actuellement université de l'Illinois College of Medicine) en tant que professeur de chirurgie clinique. Il devient célèbre en 1899 pour la chirurgie osseuse. De 1901 à 1905, il en est poste à Northwestern University Medical School, puis de 1905 à 1908, il travaille de nouveau au Rush Medical College avant de revenir à Northwestern University Medical School de 1908 à 1916. Pendant ce temps, il a aussi enseigné à la Graduate Medical School of Chicago, et de 1895 à sa mort en 1916, il est chirurgien-chef du Mercy Hospital. Il tient en plus une commission dans le corps médical de l'armée de réserve à partir de 1908.

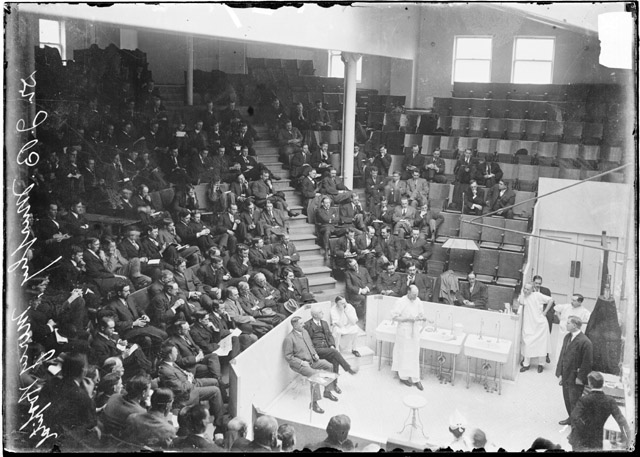
Murphy en pleine démonstration clinique sur scène avec d'autres personnes.

Au Mercy Hospital, il développe une série de conférences pour sa « clinique humide », et réalisait des opérations et des conférences sur scène devant public. Des praticiens du monde entier venaient assister à ces sessions. L'étape suivante, pour toucher un public plus grand encore que les conférences et démonstrations, est de publier des ouvrages à partir du même matériel. Un secrétaire transcrivait ses paroles en conférence, et un magazine nommé « The Surgical Clinics of John B. Murphy, M.D., at Mercy Hospital, Chicago » en est tiré. Il prendra plus tard le nom de « The Surgical Clinics of Chicago », puis « Surgical Clinics of North America » et il est toujours publié aujourd'hui.

## Expériences notables
Au début de sa carrière, le 4 mai 1886, il fut l'un des docteurs dépêchés sur la scène du massacre de Haymarket Square, dans le quartier de Near West Side à Chicago. Il soigne environ 30 hommes en travaillant jusqu'à 3 h 30 du matin. Une bombe avait été lancée sur des officiers de la police de Chicago, tuant plusieurs personnes (y compris dans la lutte qui a suivi entre la police et les manifestants anarchistes), et Murphy a été appelé à témoigner dans le procès historique qui a suivi. Ce conflit, ainsi que les événements qui l'entourent sont à la base de la fête du travail et à la tradition du défilé du 1er mai.
Après la tentative d'assassinat du 14 octobre 1912 sur l'ex-Président des États-Unis Theodore Roosevelt à Milwaukee dans le Wisconsin, Roosevelt est conduit au Mercy Hospital de Chicago. Lorsque Murphy lui demande s'il a peur, Roosevelt lui répond : « J'ai chassé assez longtemps, Docteur, pour savoir qu'on ne peut pas tuer un orignal avec un canon court ».

## Héritage
Ses prouesses chirurgicales ne sont jamais mises en question, toutefois certains de ses collègues américains considéraient son approche de la pratique de la médecine comme prétentieuse. Son travail était mieux accueilli en Europe qu'à Chicago. Il est l'un des premiers avocats en faveur de l'ablation de l'appendice dans tous les cas d'appendicites,,, alors que la norme à l'époque était plutôt de la conserver. Accueillie dans un premier temps avec scepticisme, sa théorie a emporté le suffrage et fait aujourd'hui autorité après qu'il eut démontré ses résultats positifs sur plus de 250 cas au cours de ses conférences.
Il est connu pour les actes médicaux éponymes suivant :
- le bouton de Murphy, dispositif mécanique utilisé pour les anastomoses chirurgicales ;
- le signe de Murphy, signe de l'inflammation de la vésicule biliaire ;
- le punch de Murphy, méthode de détection des abcès périnéphrétiques par tapotage de l'arrière du rein dans l'angle costo-vertébrale ;
- le test de Murphy, pour détecter dans le cas des abcès péri-néphrétiques la rigidité musculaire et une souplesse en profondeur ;
- le goutte-à-goutte de Murphy, pour administrer du fluide de lavage d'intestin pour les personnes atteintes de péritonite ;
- et la râpe à os de Murphy, un instrument en acier utilisé communément dans la procédure de tête de fémur[7],[4].

Murphy a développé le bouton de Murphy pour réaliser une anastomose sans suture de la vésicule biliaire au duodénum (son traitement favori pour les cholécystites aigües) mais il est également approprié pour les anastomoses intestinales. Il l'a mis au point dans un laboratoire d'expérimentation animale dans une grange derrière sa maison, et l'utilise moins d'une semaine après ses essais sur un chien. Ce bouton peut-être considéré comme le précurseur de l'agrafeuse moderne, après avoir été la méthode de choix de la clinique Mayo et dans tous les États-Unis pendant plus de 20 ans.
En 1886, Murphy est le premier à refaire une artère fémorale sectionnée par balle. En 1898, Murphy est le premier aux États-Unis à introduire une immobilisation artificielle pour prémunir les tuberculeux contre l'effondrement du poumon (pneumothorax). Il est pionnier en matière de greffe osseuse, et dans la gestion des ankyloses, en particulier avec la chirurgie réparatrice,. Il est aussi reconnu pour ses innovations en matière de cancer de la prostate, et d'anastomose des viscères.
En 1912, il réalise très certainement la première endoscopie par voies biliaires.
Il fait partie des membres fondateurs de l'American College of Surgeons.

## Honneurs et reconnaissance
Il est fait chevalier de l'Ordre de Saint-Grégoire-le-Grand sous le pape Benoît XV par l'archevêque George Mundelein le 16 juin 1916. Il est récompensé d'une médaille Laetare de l'université Notre-Dame en 1902 et obtient un doctorat en sciences de l'université de Sheffield en 1908.
Malgré le caractère prétendument hautain de Murphy et son impopularité auprès de ses collègues qui l'éloignent dans un premier temps des associations de sa profession, il finit par être élu président de la Chicago Medical Society (CMS) et de l'Association médicale américaine (AMA). L'American Surgical Association change aussi d'avis et lui offre une carte de membre.
Depuis 1924, une école publique élémentaire porte son nom, la John B. Public School au 3539 wast Grace street à Irving Park, un quartier de Chicago,.